# Natuurmuseum Enschede

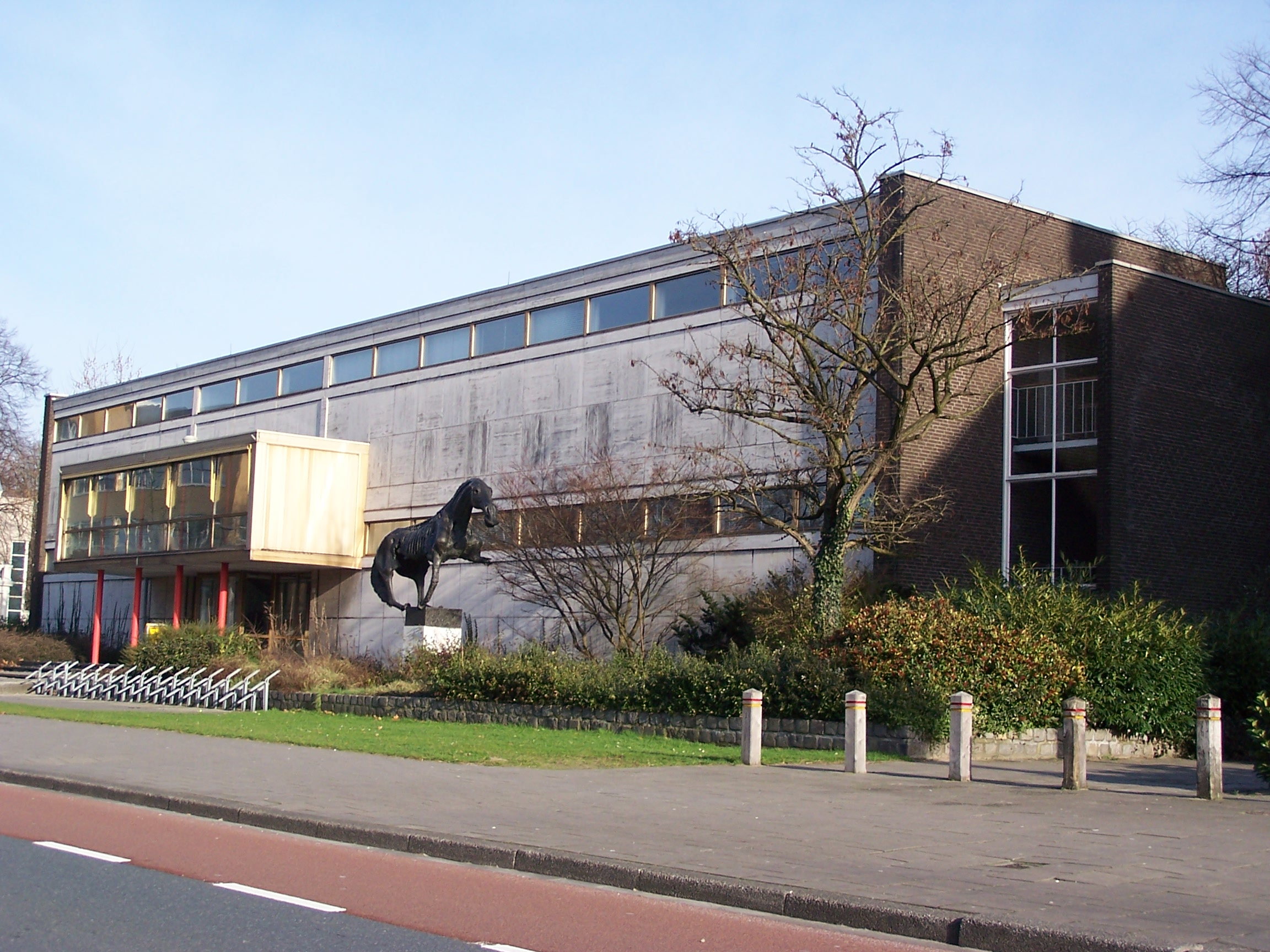
Gebouw voormalig natuurmuseum

Natuurmuseum Enschede is een voormalig natuurmuseum in Enschede.
De collectie bestond uit natuurhistorische (onder andere prehistorische) objecten op het gebied van astronomie, aardwetenschappen (mineralen, fossielen) en biologie, in het bijzonder van Twente en omgeving. Via een diorama werden veel verschillende landschappen met diverse zoogdieren getoond. Het natuurmuseum beschikte over een museumwinkel. In 2007 is Natuurmuseum Enschede opgegaan in TwentseWelle, samen met Museum Jannink en het Van Deinse Instituut. De collectie is meegegaan en zal op de nieuwe locatie weer getoond worden.
In het museumgebouw was nog tot januari 2008 de volkssterrenwacht Coenraad ter Kuile gevestigd.